# Mitchelstown
Mitchelstown (in irlandese: Baile Mhistéala) è una cittadina nella contea di Cork, in Irlanda.